# Emanuel Silva
Emanuel Eduardo Pimenta Vieira da Silva est un kayakiste portugais pratiquant la course en ligne originaire de Braga, et évoluant dans le club du Sporting Clube de Portugal.

## Biographie
Auteur d'une belle carrière, loin d'être finie, en Canoë-kayak, Emanuel Silva connaît son jour de gloire le mercredi 8 août 2012 en remportant une médaille d'argent aux Jeux olympiques d'été de 2012 de Londres, dans la catégorie K2 1000 mètres, en duo avec Fernando Pimenta. Ils ratent l'or de très peu, et sont une véritable fierté pour le Portugal puisqu'ils remportèrent l'unique médaille du pays dans cette édition des jeux olympiques. Le 17 février 2013, il est distingué par la Fédération Portugaise de Canoë (FPC) lors du "Gala dos Campeões de Canoagem 2012" (Gala des Champions de Canoë 2012) réalisé à Aveiro.
Le 27 novembre 2013, il reçoit le "Prix Stromp 2013" (récompense décernée par le Sporting Clube de Portugal) dans la catégorie "Mondial". Le 2 juillet 2014, à l'occasion du gala du Sporting, il est élu "athlète masculin de l'année" du club portugais.

## Palmarès

### Jeux olympiques
- 2012 à Londres,  Royaume-Uni
  -  Médaille d'argent en K2 1 000 m

### Championnats d'Europe
- 2005 à Poznań,  Pologne
  -  Médaille de bronze en K-1 1000 m
- 2010 à Trasona,  Espagne
  -  Médaille de bronze en K-2 500 m
- 2011 à Belgrade,  Serbie
  -  Médaille d'or en K-4 1000 m
  -  Médaille de bronze en K-2 500 m